# Massentransfusion
Eine Massentransfusion (synonym: Massivtransfusion) ist definiert als Ersatz von mindestens einem Blutvolumen des Patienten durch Blut oder Blutkomponenten innerhalb von 24 Stunden, also den Austausch des Blutvolumens in 24 h (5–6 l/70 kg KG) oder den 50%igen Blutaustausch eines Patienten innerhalb von drei Stunden, oder der Gabe von vier Erythrozytenkonzentraten binnen einer Stunde bei fortbestehender starker Blutung oder einem Blutverlust von mehr als 150 ml Blutverlust pro Minute und der entsprechenden Gabe von Blutprodukten.
Indikation für derartige Massentransfusionen sind meist Polytraumata mit schwerem hämorrhagischem Schock.
Durch eine so umfangreiche Transfusion sind spezifische Risiken zu erwarten, die über das Risiko einer geringeren Transfusionsmenge hinausgehen.
Da die Blutprodukte gekühlt aufbewahrt werden, besteht das Risiko, dass die Körpertemperatur des Empfängers abnimmt und es zur Unterkühlung (Hypothermie) kommt. Um dies zu verhindern, können die Blutkomponenten angewärmt werden. Durch das in den Erythrozytenkonzentraten reichlich enthaltene Kalium aus zerstörten Erythrozyten kann es zur Hyperkaliämie kommen. Das den Erythrozytenkonzentraten beigefügte Citrat zur Hemmung der Gerinnung kann eine Hypokalzämie (Calcium-Mangel) auslösen. Auch der Säure-Basen-Haushalt des Körpers kann gestört werden.
Derartige Nebenwirkungen sind nur nach Transfusion von mindestens einem Blutvolumen innerhalb von drei bis vier Stunden bzw. mindestens zwei Blutvolumina innerhalb von 24 Stunden zu erwarten.